# Leamington Hastings
Leamington Hastings – wieś w Anglii, w hrabstwie Warwickshire, w dystrykcie Rugby. Leży 17 km na wschód od miasta Warwick i 122 km na północny zachód od Londynu. Miejscowość liczy 450 mieszkańców.